# LOVEINT

LOVEINT é a prática, por parte dos funcionários dos serviços de inteligência americana, de fazerem uso dos recursos de monitoramento da NSA para espionar pessoas de seus interesses amorosos ou particulares. O termo foi cunhado em semelhança à terminologia de inteligência como SIGINT, COMINT ou HUMINT.

## Abusos pelos funcionários da NSA
Em agosto de 2013, a imprensa americana revelou que funcionários, contratados e funcionários de empresas ligadas aos serviço de inteligência e acesso aos sistemas de vigilância e espionagem da NSA, têm feito uso destes recursos de monitoramento para espionar em pessoas por motivos privados sem autorização e sem restrição.
Os casos revelados envolvem funcionários e contratados dos serviço de inteligência usando os dados coletados através dos programas de vigilância da NSA para espionar, por exemplo, em pessoas ligadas aos seus interesses amorosos, cônjuges, pessoas em quem tinham interesses particulares e outros, criando possibilidades para abusos de poder com a informação sendo usada para chantagem, cyberstalking, cyberbullying, intimidações.
A prática se tornou tão conhecida dentro da NSA que recebeu um código especial - LOVEINT.
- Em setembro de 2007, foi relatado que um funcionário do Serviço Federal de Inteligência da Alemanha (BND), havia usado seu acesso aos bancos de dados para ler os e-mails do amante de sua esposa.[15]

## Descoberta dos Casos
A maioria dos incidentes que foram conhecidos não foi através de controles internos que detetaram os casos, mas sim são casos auto-relatados quando, por exemplo, o funcionário estaria para ser submetido a um exame poligráfico, o que ocorre eventualmente.

## Importância das revelações
A publicação dos casos chamou a atenção da imprensa pela falta de monitoramento no acesso aos dados coletadas através dos programas de vigilância global. Como no caso de Edward Snowden, em que a NSA não teve conhecimento do acesso deste aos documentos secretos até eles serem revelados na imprensa, os fatos apontam para o controle precário do acesso aos milhões de dados coletados mundialmente, deixando abertas possibilidades para abusos contra indivíduos perpetrados pelos funcionários, de acordo com seus interesses particulares.

## Ver Também
- Revelações da Vigilância global (2013-Presente)
- Edward Snowden
- Privacidade digital
- Dolo
- Tortura psicológica
- Bullying
- Privacidade
- SIGINT
- COMINT
- HUMINT